# Клюкина, Наталья Владимировна
Наталья Владимировна Клюкина (в девичестве — Ловцова, род. 14 апреля 1988 года) — российская пловчиха и тренер.

## Карьера
Плаванием начала заниматься в 9 лет в Тольятти, где её тренером была Галина Белова. Позже перебралась в Самару в спортивный клуб ВВС, где тренировалась у Елены Золотаревой. Участница Олимпийских игр 2012 и 2016 годов. Многократная чемпионка России, многократный призёр этапов Кубка мира.
В ноябре 2012 года была дисквалифицирована на 2,5 года за нарушение антидопинговых правил. Отталкиваясь от этого случая, Международная федерация плавания отстранила спортсменку от Олимпийских игр 2016 года. В итоге всё же выступила на Олимпийских играх в Рио.
Обладатель рекорда России в плавании баттерфляем на дистанции 50 метров. 8 августа 2015 года Ловцова плыла на последнем этапе в финале смешанной эстафеты 4×100 м вольным стилем на чемпионате мира в Казани. Ловцова получила эстафету первой, но неудачно проплыла свой этап (15-й результат из 16 участниц последних двух этапов финала), и в итоге команда Россия заняла только четвёртое место, на 0,62 сек отстав от занявших третье место канадцев. На чемпионате Европы по плаванию на короткой воде 2015 года завоевала бронзовую медаль в эстафете 4×50 метров вольным стилем.
Младший сержант полиции, полицейский ППСП УМВД России по городу Уфе Республики Башкортостан.
Окончила Самарский государственный университет путей сообщения по специальности «Локомотивы». Вышла замуж в 2017 году.
Один из основателей спортивной академии «Swim to Day».